# 石村玉苑
石村 玉苑（いしむら ぎょくえん、1951年1月28日 - ）は、東京都荒川区生まれの書家。木村東道に師事。本名は恵子、玉苑は号。

## 役職
- 清風会総務
- 新興書道展
  - 運営委員
  - 一部審査会員
- 毎日書道展会員
- 元跡見学園女子大学短期大学部非常勤講師
- ヨークカルチャーセンター講師
- 清風書道教室 尾久支部長

## 主な編著
- 月刊書道専門指導書 『清風』 連載
  - 「隷書について」